# Q25
De Q25 was een hitlijst die elke vrijdag tussen 14:00 en 16:00 uur werd uitgezonden door het Nederlandse radiostation Qmusic. Via de website en de app van Qmusic konden mensen elk nummer een duimpje omhoog of omlaag geven. Elke vrijdag keek Qmusic welke nummers de meeste duimpjes omhoog hadden en trokken ze hier de duimpjes omlaag vanaf. Hiermee werd de lijst samengesteld. Het programma werd gepresenteerd door Wim van Helden en was de opvolger van de iTunes Top 30. De laatste uitzending was op 21 december 2018. De lijst kwam te vervallen omdat Qmusic vanaf 4 januari 2019 de Nederlandse Top 40 gaat uitzenden.
Bij Qmusic Vlaanderen wordt elke zondag tussen 12:00 en 15:00 uur ook een hitlijst uitgezonden op basis van duimpjes omhoog en omlaag in de Q-app en de website. Het programma heet daar ´De Favoriete 40´. De presentatie ligt in handen van Felice Dekens.

## Q Daily Five
Van maandag t/m donderdag werd om 19:00 uur de Q Daily Five uitgezonden. De presentatie hiervan lag in handen van Menno Barreveld. De lijst bevatte een overzicht van de vijf populairste nummers van die dag, gebaseerd op verschillende muziek diensten en de duimpjes omhoog of omlaag in de app en op de site van Qmusic. 
Met de komst van Domien Verschuuren naar Qmusic werd de Q Daily Five per oktober 2018 in de middagshow uitgezonden, tussen 18:00 en 18:30.

## Jaaroverzicht
Op de dag na kerst zond Qmusic elk jaar een jaaroverzicht van de Q25 uit in de vorm van de Q-Top 100. Deze lijst werd net als de Q25 samengesteld op basis van het aantal duimpjes die een liedje via de app en website van Qmusic krijgt. Op 1 januari werd de lijst herhaald. Bij de iTunes top 30 had de zender een soortgelijk jaaroverzicht onder de naam iTunes Top 100.
Nummer 1-hits per jaar:
2017
2018